# Pycnanthemum flexuosum
Pycnanthemum flexuosum är en kransblommig växtart som först beskrevs av Thomas Walter, och fick sitt nu gällande namn av Britton, Sterns och Justus Ferdinand Poggenburg. Pycnanthemum flexuosum ingår i släktet Pycnanthemum och familjen kransblommiga växter. Inga underarter finns listade i Catalogue of Life.